# ایکالینن
ایکالینن (به لاتین: Ikaalinen) یک شهرک در فنلاند است که در پیرکانما واقع شده‌است. این شهرک در سال ۲۰۱۷ دارای ۷٬۱۴۰ نفر جمعیت بوده‌است.

## خواهرخوانده
شهر بخش یوسدال خواهرخواندهٔ ایکالینن هست.